# 聖喬治村 (路易斯安那州)
聖喬治村（英語：Village St. George）是位於美國路易斯安那州東巴吞魯日堂區的一個普查規定居民點。

## 人口
根據2020年美國人口普查的數據，聖喬治村的面積為5.78平方千米，當中陸地面積為5.78平方千米，而水域面積為0.00平方千米。當地共有人口7677人，而人口密度為每平方千米1,328.2人。